# Ењервиј
Ењервиј (фр. Aignerville) насеље је и општина у северној Француској у региону Доња Нормандија, у департману Калвадос која припада префектури Баје.
По подацима из 2011. године у општини је живело 200 становника, а густина насељености је износила 45,98 становника/km². Општина се простире на површини од 4,35 km². Налази се на средњој надморској висини од 20 метара (максималној 54 m, а минималној 1 m).

## Демографија
| 1962. | 1968. | 1975. | 1982. | 1990. | 1999. | 2011. |
| ----- | ----- | ----- | ----- | ----- | ----- | ----- |
| 167   | 179   | 178   | 156   | 154   | 138   | 200   |

График промене броја становника у току последњих година